# 안도 기사부로

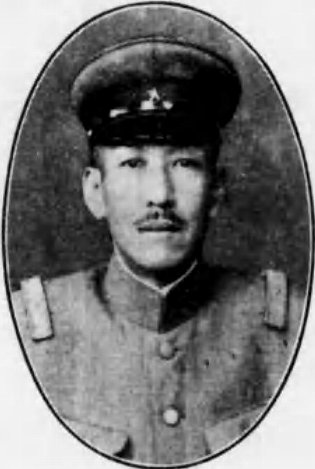
안도 기사부로

안도 기사부로(일본어: 安藤紀三郎, あんどう きさぶろう, 1879년 2월 11일 ~ 1954년 5월 10일)는 일본 제국의 군인이자 관료이다. 최종계급은 일본 제국 육군 중장. 태평양 전쟁 당시에 대정익찬회 (大政翼賛会) 부총재, 국무대신, 내무대신을 지냈다. 전후 A급 전범으로 체포되었다.
안도는 효고현에서 태어나, 1899년 육군사관학교를 졸업하였다. 졸업 후 육군 보병 소위, 1901년 타이완 수비 보병 제10대대부 (守備歩兵第10大隊附), 육군 보병 중위, 1904년 보병 제10연대 중대장, 육군 보병 대위, 육군 보병 소좌를 거쳐 1918년 미국 출장 후 육군 보병 중령이 되어 귀국하였다. 1922년 육군 보병 대령, 1927년 육군 소장이 되었으며, 1932년 육군 중장이 되어 뤼순 요새 사령관이 되었다. 1934년 예비역이 되었다.
1941년에는 대정익찬회 (大政翼賛会) 부총재, 그 다음 해에는 대일본익찬장년단장 (大日本翼賛壮年団長) 이 되었다. 1942년 도조 히데키의 심복으로서 도조 내각의 무임소 국무 대신 (無任所国務大臣) 이 되었고, 이어서 대일본익찬장년단의 중앙본부장이 되었다. 1943년 도조 내각의 내무대신이 되었으며, 1944년 대신 직에서 물러나고 귀족원 의원이 되었다. 1945년 제3차 전범 지명으로 A급 전범으로서 체포되어 수감되었고, 1948년 석방되었다.